# Kundi

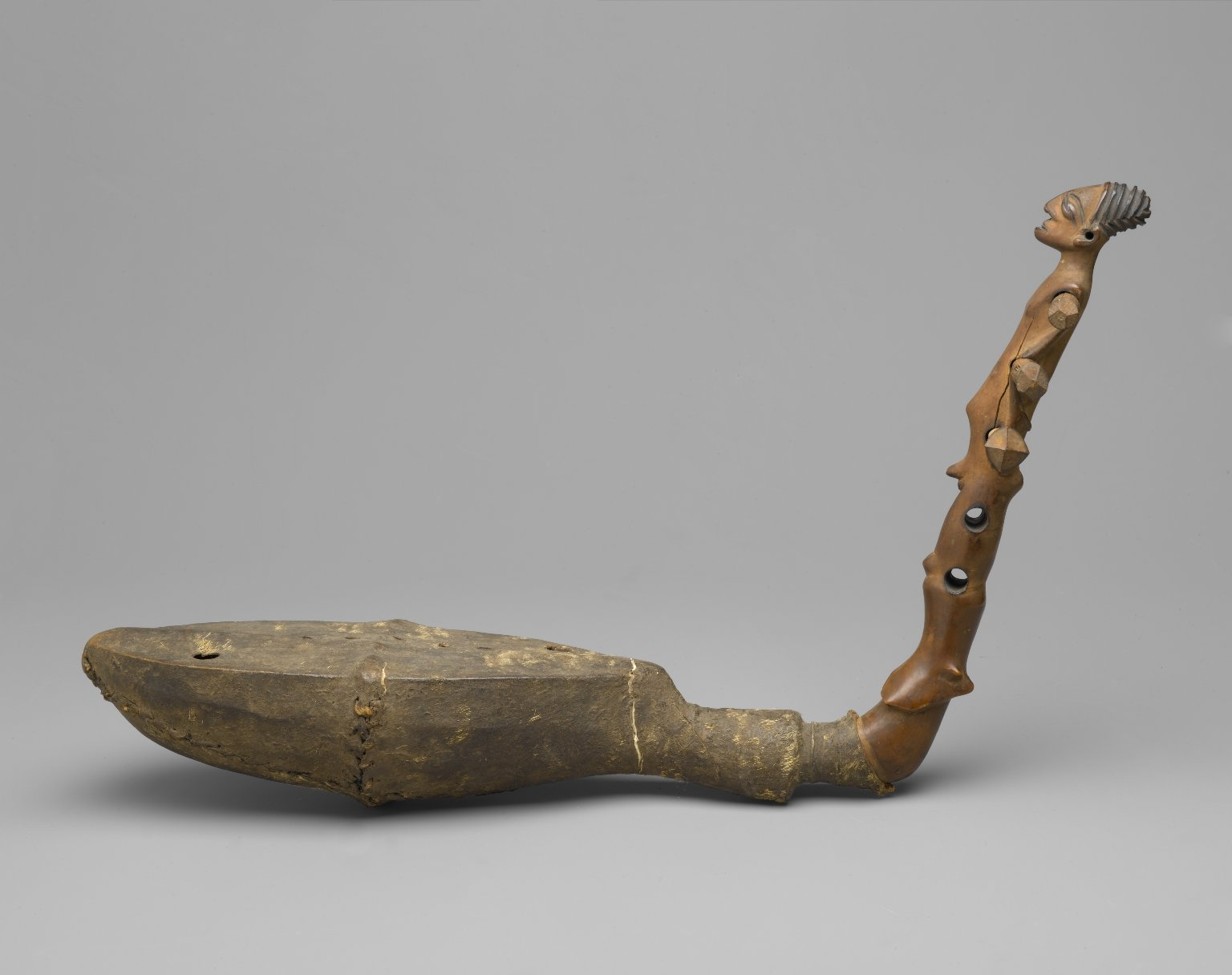
Kundi au musée de Brooklyn

Le kundi, nkundi ou nedomu est un instrument de musique à cordes pincées. C'est une harpe arquée d'Afrique centrale (République centrafricaine, République démocratique du Congo, et Cameroun) utilisée par les Mangbetu, les Zandés et les Ngbandi.

## Facture
La caisse de résonance en bois monoxyle est de forme semi-ovoïde cintrée. Elle a entre 65 et 80 cm de long. Elle est recouverte d'une membrane animale (peau d'antilope, d'éléphant ou de reptile) cousue qui fait office de table d'harmonie percée de deux petites ouïes rondes. Un manche courbé s'y insère. Orné d'une petite tête, il supporte cinq chevilles en bois où sont fixées les cinq cordes en boyau, reliées à un chevalet-cordier sous forme de taquets sous la peau qu'elles traversent.

## Jeu
Selon les ethnies, l'instrument est tenu soit table d'harmonie face au joueur, soit à l'opposé. Elle accompagne le chant des hommes.

## Galerie

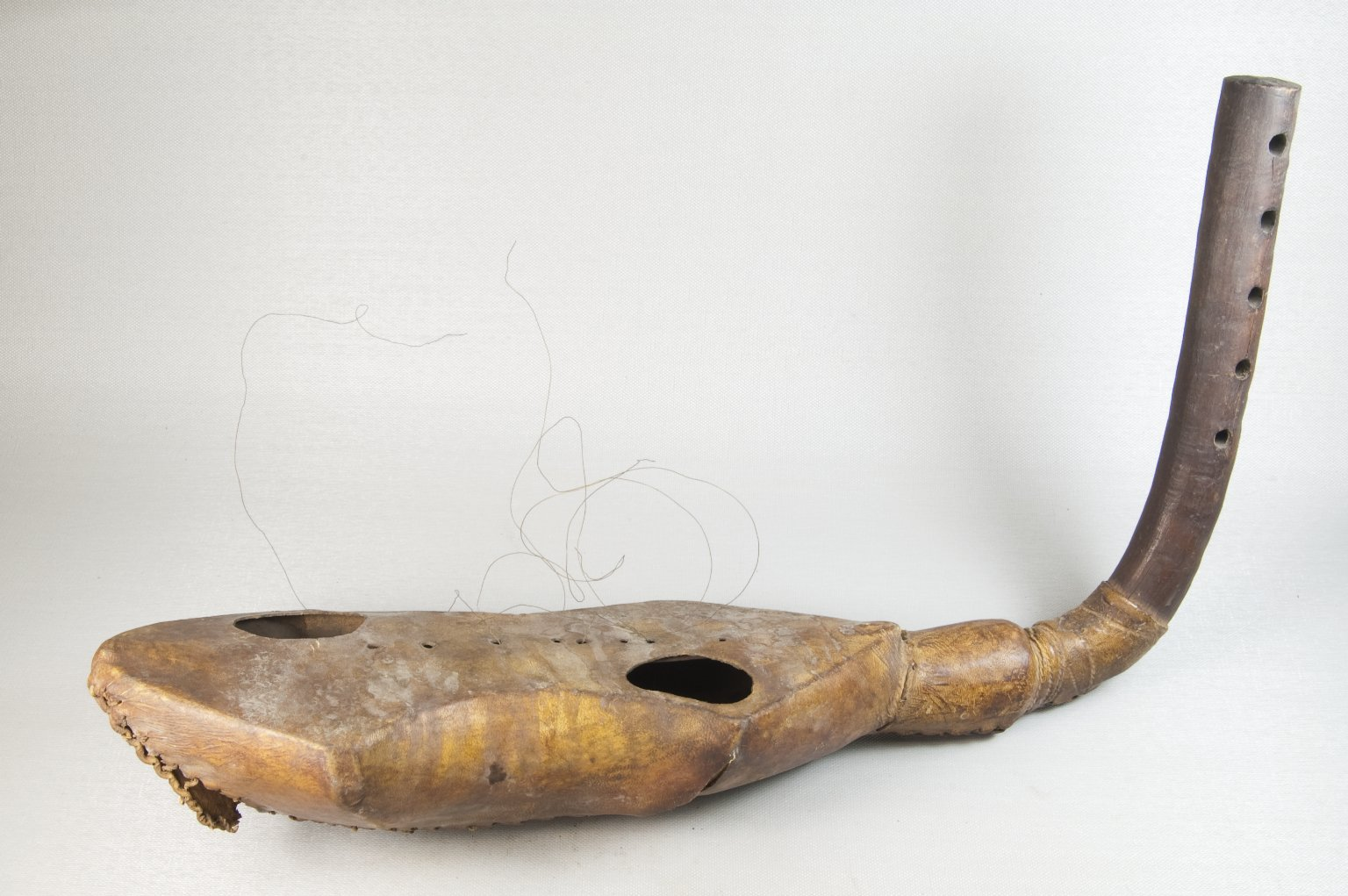
Kundi au musée de Brooklyn
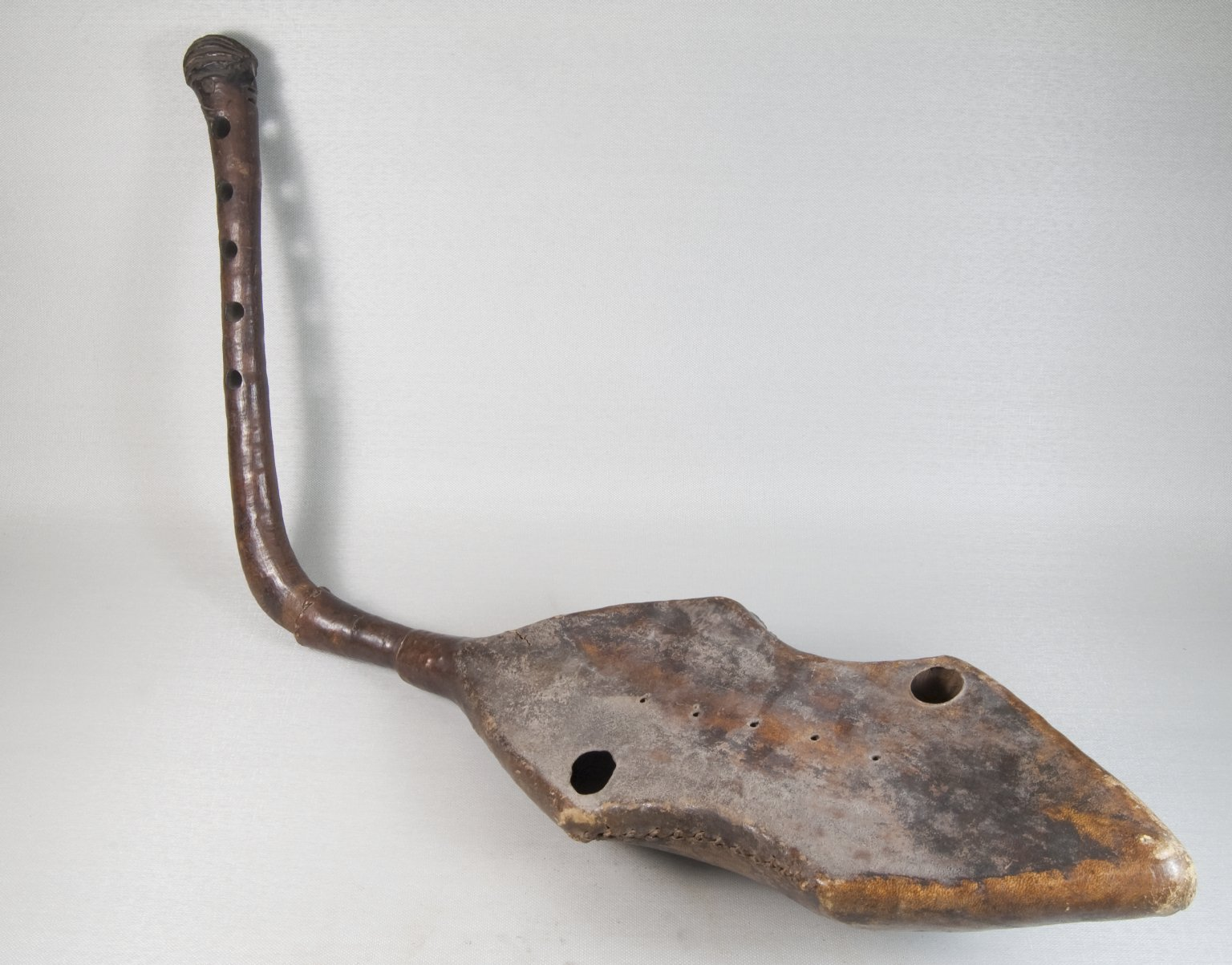

## Liens
- J.S. Laurenty, Les Cordophones du Congo belge et du Ruanda-Urundi, Tervuren.
- Article + photos
- Article